# Троллейбусная стрелка

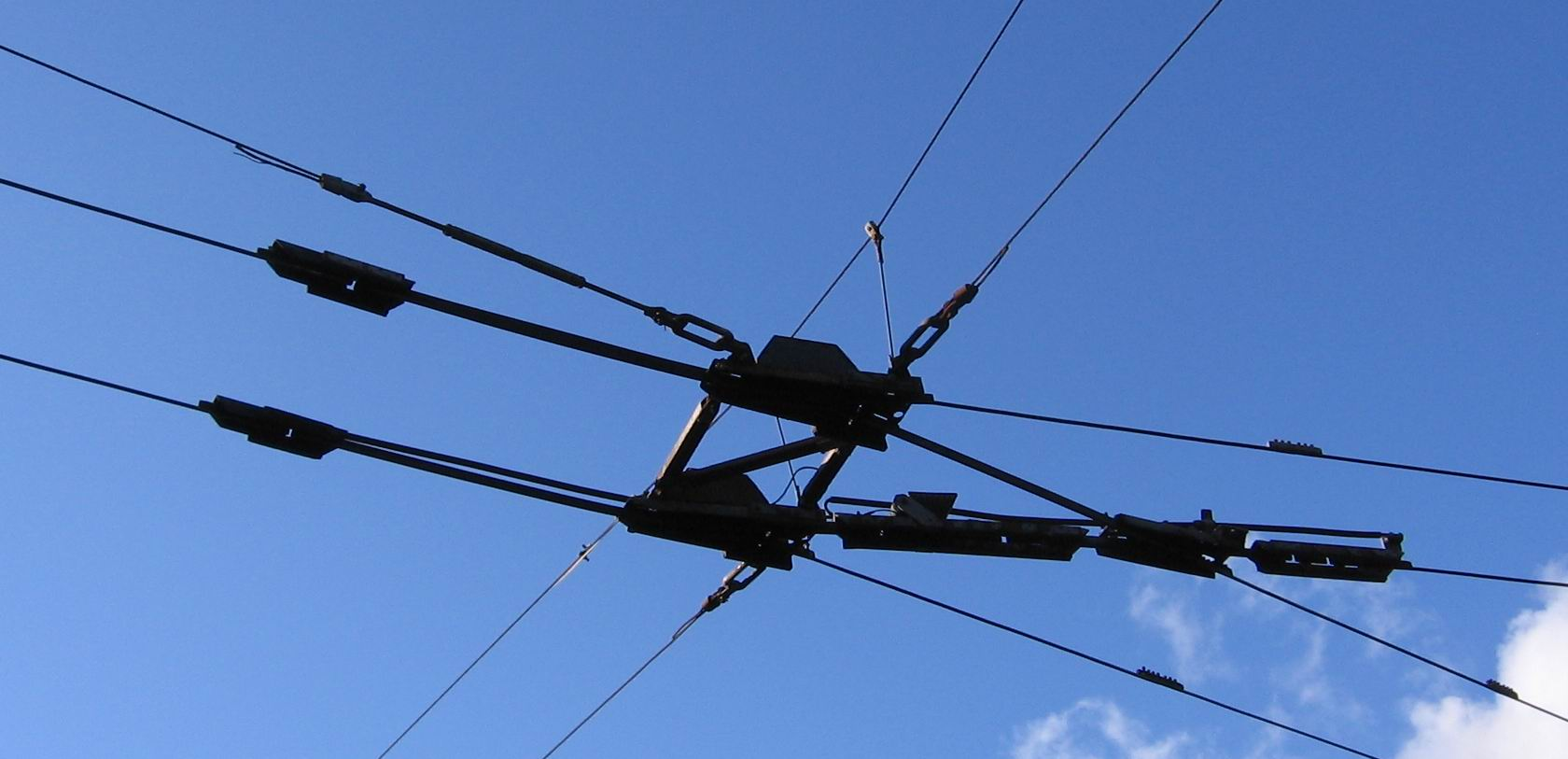
Троллейбусная стрелка СТУ-5, типичная для систем бывшего СССР

Троллейбусная стрелка — механизм, направляющий штанги троллейбуса в местах разветвления контактной сети.
Особенность штангового токоприёмника состоит в том, что башмак токоприёмника направляется контактным проводом. Чтобы машина пошла в нужном направлении, необходимо туда же направить обе её штанги.

## Устройство

Стрелка СТУ-5 1) секционный изолятор; 2) плита; 3) контактный провод; 4) подвижные перья; 5) анкерный трос; Х — направление движения с включённым двигателем; В — направление при движении выбегом

Стрелка состоит из двух половин, установленных на проводах троллейбусной контактной сети. Эти изолированные друг от друга половины имеют по электромагниту, которые при срабатывании отклоняют каждый своё перо стрелки. Для управления электромагнитами существуют различные схемы.

## Разновидности

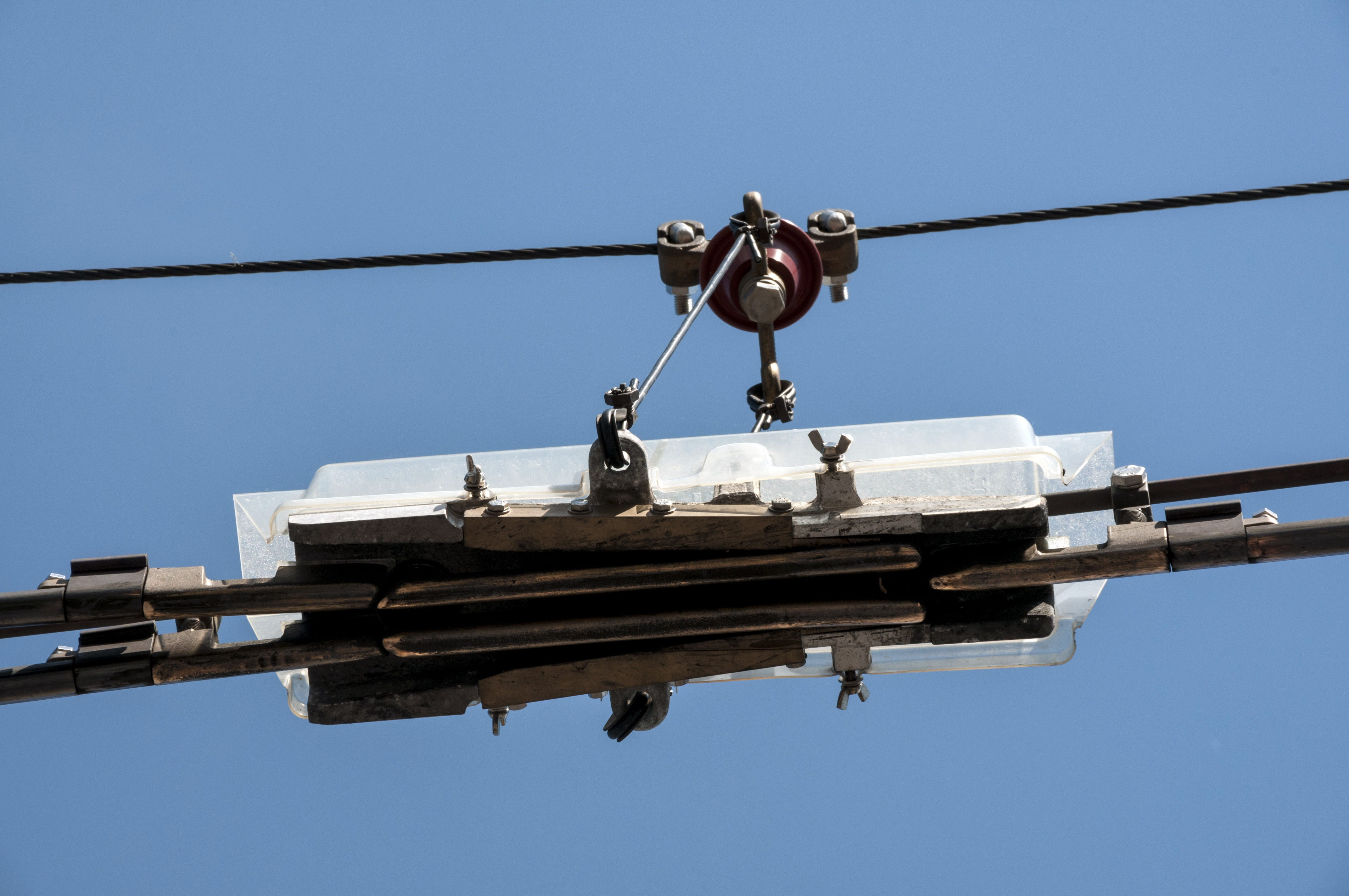
Стрелочный перевод контактного провода троллейбуса

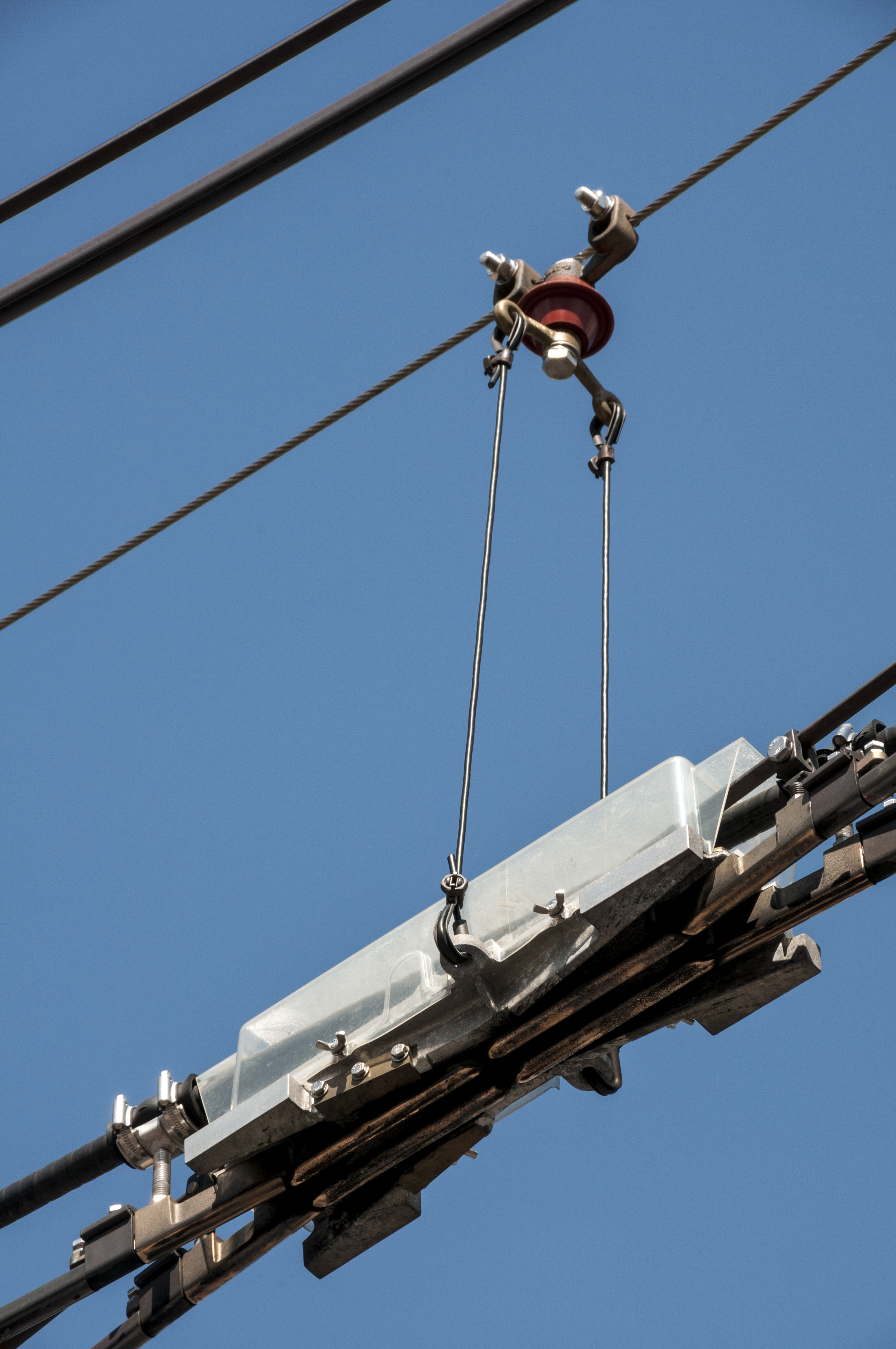
Двойной стрелочный перевод

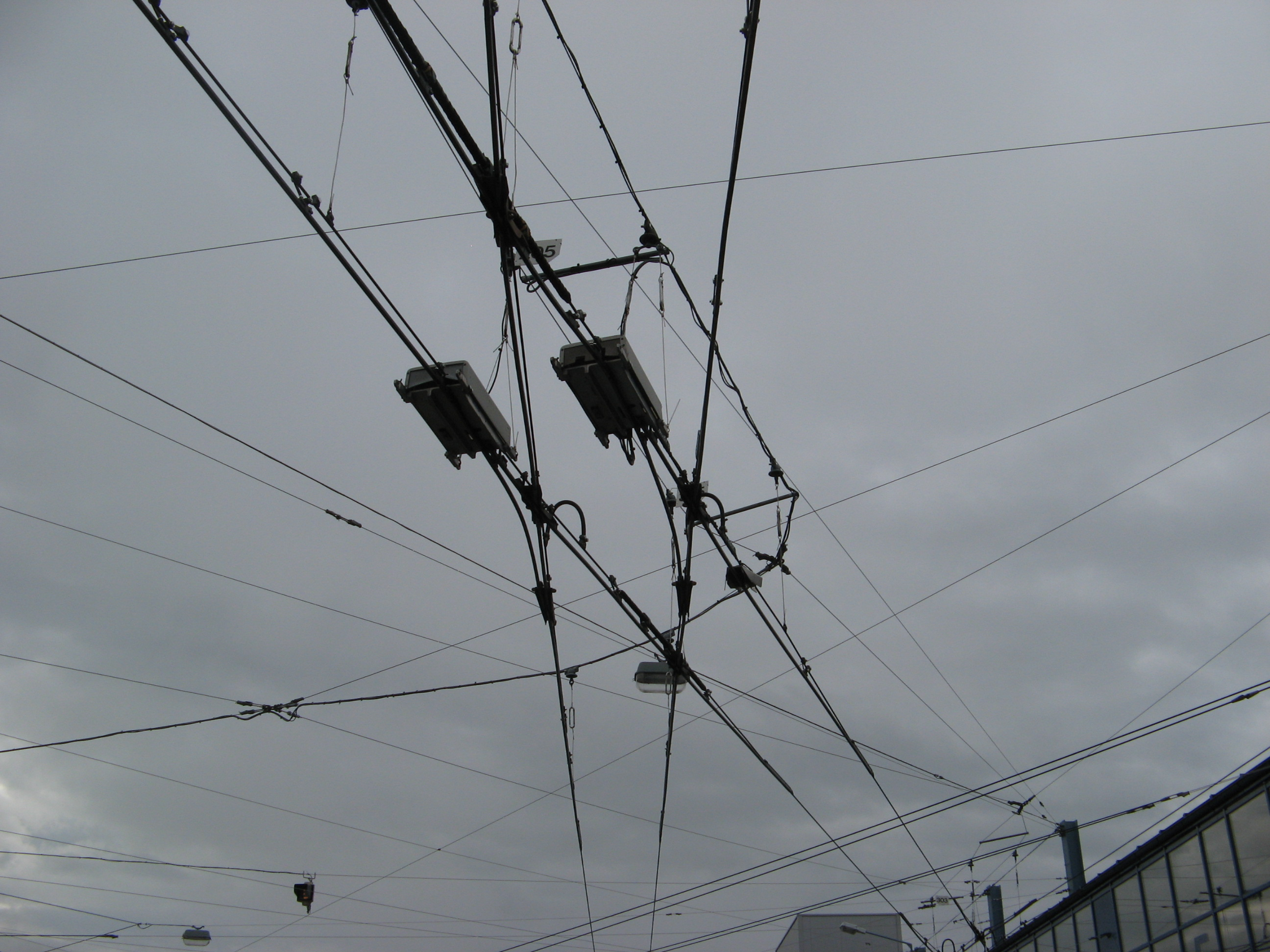
Стрелочный перевод на пересечении контактных линий

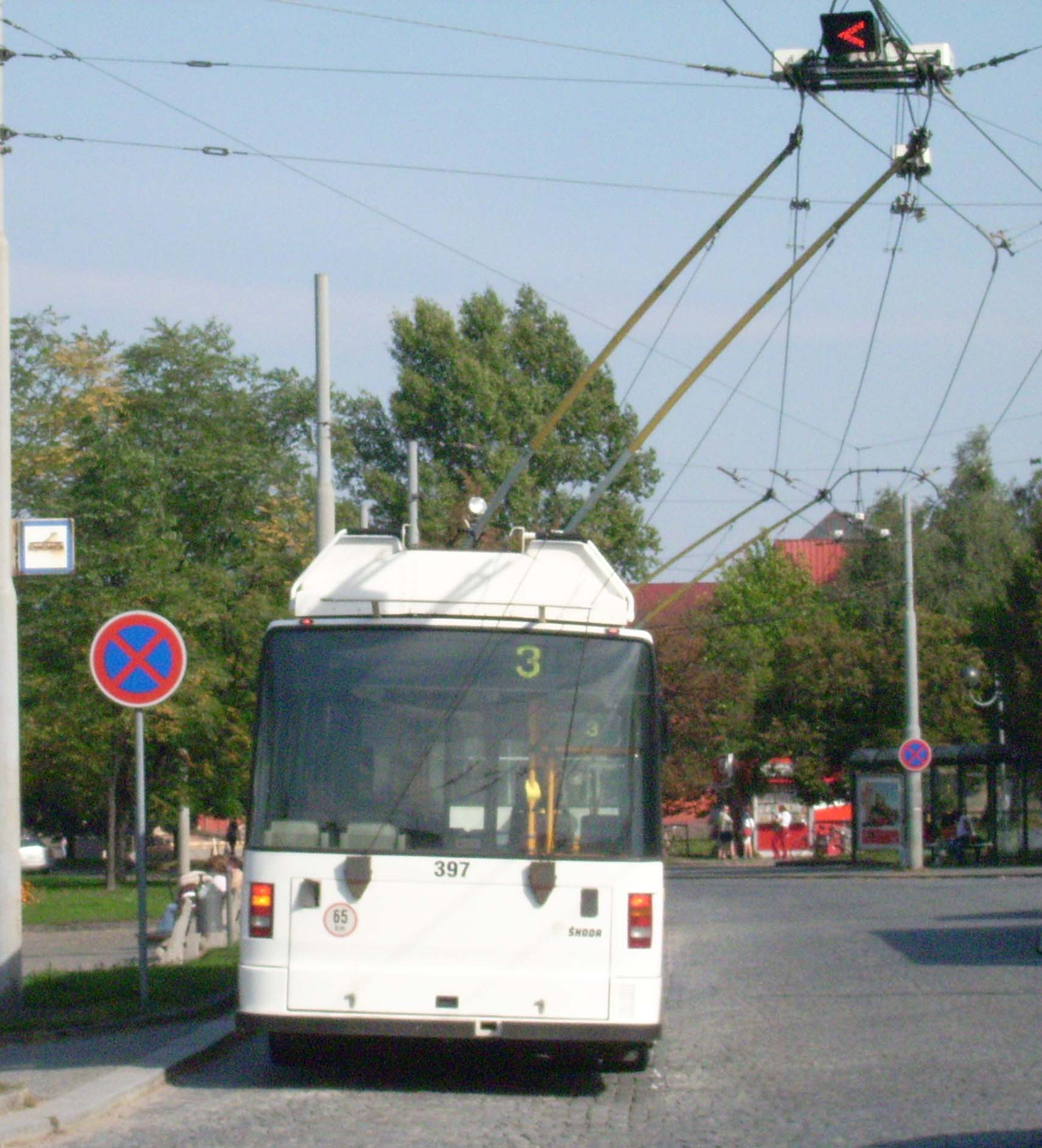
Стрелка с индикатором направления

В троллейбусных системах стран бывшего СССР применяется управление по току. Если троллейбусу необходимо проследовать направо, то водитель проходит стрелку с выключенной силовой цепью. При этом через катушки стрелки течёт небольшой ток, перья стрелки остаются в исходном положении. При левом повороте водителю следует проходить стрелку с включённой силовой цепью. В результате создаётся электрическая цепь: контактный провод (положительный) — левая катушка стрелки — левая штанга — активное сопротивление — правая штанга — правая катушка стрелки — контактный провод (отрицательный). При этом срабатывают обе электромагнитные катушки и переводят перья стрелки для левого направления движения. В таком положении они удерживаются до тех пор, пока башмаки обеих штанг не пройдут стрелку. Цепь разрывается, катушки обесточиваются, и перья стрелки под действием пружин возвращаются в положение для движения в правом направлении. В некоторых хозяйствах при низкой квалификации обслуживающего персонала данная система может иметь недостаток — необходимость отключения отопления, компрессора и других вторичных потребителей при прохождении стрелки, так как они тоже потребляют некоторый ток, на который правильно работающая стрелка реагировать не должна.
Также существуют стрелки, где для поворота в ту или иную сторону необходимо действовать наоборот, то есть налево — с разомкнутой цепью, а направо — с замкнутой. Такие стрелки встречаются в Киеве, Ровно, Харькове, Саратове, Днепре и Уфе.
Похожую конструкцию имеет селектрическая стрелка (Selectric switch) в ней контакты делаются скошенными (обычно на 45 градусов). При этом в прямом направлении машина проходит без переключения стрелки, а для переключения она делает крутой поворот, (обычно направо в странах с правосторонним движением). За счёт скоса обеспечивается замыкание контактов и переключение стрелки.
Также применяется индукционное (посредством транспондера) и радиоуправление перьями стрелки. В таком случае у водителя нет необходимости оперировать прохождением тока через силовую цепь машины, что повышает скорость прохождения через стрелку. Применение дистанционного управления также позволяет избежать «подрезания» впереди идущего троллейбуса следующей за ним машиной — управляющая логика запрещает перевод перьев до прохождения башмаками штанг всех элементов стрелки. Нередко стрелки с дистанционным бесконтактным приводом снабжаются светофором для указания положения перьев. Этот светофор также может иметь запрещающий сигнал для предупреждения «подрезания». Радиоуправление осуществляется кодированным сигналом, переключение происходит при получении верного радиокода. Такие стрелки установлены в Вологде.
Для организации разветвления в более чем двух направлениях устанавливаются несколько стрелок.